# Chips (pies)
Chips (ur. 1940 w Pleasantville, zm. 1946) – pies służbowy służący w United States Army podczas II wojny światowej. Według niektórych źródeł był to najbardziej uhonorowany pies służący podczas II wojny światowej.

## Życiorys
Chips był mieszańcem owczarka niemieckiego, owczarka szkockiego i rasy alaskan malamute. 
Należał do Edwarda J. Wrena z Pleasantville, który w sierpniu 1942 roku zgłosił go do służby w amerykańskich siłach zbrojnych. Jego treserem został szeregowy John R. Rowell. Po przeszkoleniu w Front Royal obydwaj zostali wysłani do Afryki, gdzie brali udział w operacji Torch. Następnie Chips był także jednym z trzech psów przydzielonych do ochrony konferencji w Casablance.
W składzie 3 Dywizji Piechoty brał udział w operacji Husky, podczas której został ranny w walce w okolicach miejscowości Licata. Jeszcze tego samego dnia wrócił do swojego tresera, z którym następnej nocy udało mu się wziąć do niewoli 10 włoskich żołnierzy. Podczas walk Chips miał także samodzielnie zaatakować gniazdo karabinu maszynowego i zmusić jego załogę do opuszczenia go i poddania się Amerykanom.
Według anegdoty, Chips miał ugryźć generała Dwighta Eisenhowera, gdy ten próbował go pogłaskać. W grudniu 1945 roku powrócił do swojej rodziny, zmarł kilka miesięcy później.
Na podstawie jego historii napisano powieść Chips, the War Dog, a w 1990 roku Disney stworzyło o nim film pod tym samym tytułem. W Lasdon Park w Katonah powstał poświęcony mu pomnik.

## Odznaczenia
W 1943 roku został odznaczony Purpurowym Sercem i Srebrną Gwiazdą, które następnie jednak odebrano. W styczniu 1944 roku otrzymał Krzyż Wybitnej Służby, a w lutym tego samego roku ponownie nadano mu Srebrną Gwiazdę, zaznaczając jednak, że psy nie będą już odznaczane tym odznaczeniem.
W 2018 roku został pośmiertnie odznaczony Medalem Dickin. W 2019 roku otrzymał także pośmiertnie amerykański Animals in War & Peace Medal of Bravery (nr 3).